# Centro espacial H. R. MacMillan
El centro espacial H. R. MacMillan es un museo de astronomía situado en Vancouver, British Columbia, Canadá, que se encuentra en el parque Vanier. Dentro del edificio hay demostraciones en vivo sobre la ciencia en el Teatro GroundStation de Canadá, exposiciones y juegos cósmicos, y demostraciones sobre la astronomía en el Teatro Estrella Planetario. Al lado del edificio se encuentra el Observatorio Gordon Southam MacMillan. Este centro de la astronomía es una atracción popular en Vancouver.
El Centro Espacial lleva el nombre de HR MacMillan, un británico industrial y filántropo. El edificio fue diseñado en 1960 por el arquitecto Gerald Hamilton, de lo que entonces se llamaba El Museo del Centenario. El planetario se añadió como parte de una preconstrucción y rediseño. Algunas instalaciones fueron reformadas y renovadas para incluir una sala de exposiciones en 1997-98, por Arquitectos Matsuzaki Wright.